# Trest smrti v Bosně a Hercegovině
Trest smrti v Bosně a Hercegovině je zakázán. Ve Federaci Bosny a Hercegoviny byl de facto zrušen pro všechny zločiny v listopadu 1998. Poslední poprava tam však byla vykonána již v roce 1977. V Republice srbské byl zrušen dne 21. června 2000. Z ústavy Republiky srbské byl trest smrti vymazán až dne 4. října 2019.
Bosna a Hercegovina podepsala protokol č. 6 Úmluvy o ochraně lidských práv a základních svobod dne 24. dubna 2002. Ratifikován byl dne 12. července 2002 a v platnost vešel dne 1. srpna 2002. Protokol č. 13 Úmluvy o ochraně lidských práv a základních svobod země podepsala dne 3. května 2002. Ratifikovala jej dne 29. července 2003 a v platnost vešel dne 1. listopadu 2003.

## Historie
Poslední poprava na území Bosny a Hercegoviny byla vykonána v roce 1977. V té době byla Socialistická republika Bosna a Hercegovina součástí Socialistické federativní republiky Jugoslávie. Trest smrti byl zrušen federální ústavou v roce 1998, ačkoliv zůstal zachován v Ústavě Republiky srbské. Dne 4. října 2019 Nejvyšší soud Bosny a Hercegoviny zrušil trest smrti i v Republice srbské.

### Seznam poprav od roku 1959 na území Bosny a Hercegoviny
Seznam osob popravených na území Bosny a Hercegoviny od roku 1960 do roku 1977.
| Jméno popravené osoby | Pohlaví | Datum rozsudku    | Datum popravy    | Místo popravy | Zločin           | Metoda popravy      |
| --------------------- | ------- | ----------------- | ---------------- | ------------- | ---------------- | ------------------- |
| Mijo Radoš            | muž     | 1960              | 1960             | Doboj         | válečné zločiny  | poprava zastřelením |
| Ivan Tomić            | muž     | 1961              | 1961             | Tuzla         |                  | poprava zastřelením |
| Samid Istić           | muž     | 1962              | 1962             | Brčko         | vražda policisty | poprava zastřelením |
| Suljo Hmić            | muž     | 1963              | 1963             | Travnik       | dvojitá vražda   | poprava zastřelením |
| Milojko Arizanović    | muž     | 1968              | 4. prosince 1968 | Sarajevo      | dvojitá vražda   | poprava zastřelením |
| Đuro Horvat           | muž     | 21. prosince 1972 | 17. března 1973  | Sarajevo      | terorismus       | poprava zastřelením |
| Mirko Vlasnović       | muž     | 21. prosince 1972 | 17. března 1973  | Sarajevo      | terorismus       | poprava zastřelením |
| Vejsil Keškić         | muž     | 21. prosince 1972 | 17. března 1973  | Sarajevo      | terorismus       | poprava zastřelením |
| Dragomir Bajčeta      | muž     | 3. dubna 1972     | srpen 1973       | Sarajevo      | vražda           | poprava zastřelením |
| Višnja Pavlović       | žena    | 3. dubna 1972     | srpen 1973       | Sarajevo      | vražda           | poprava zastřelením |
| Dušan Prodić          | muž     | 8. září 1976      | 1977             | Doboj         | vražda           | poprava zastřelením |